# Hohenau an der March
Hohenau an der March (slowakisch Cahnov) ist eine Marktgemeinde mit 2746 Einwohnern (Stand 1. Jänner 2025) im Bezirk Gänserndorf in Niederösterreich am Dreiländereck zu Tschechien und zur Slowakei.

## Geografie

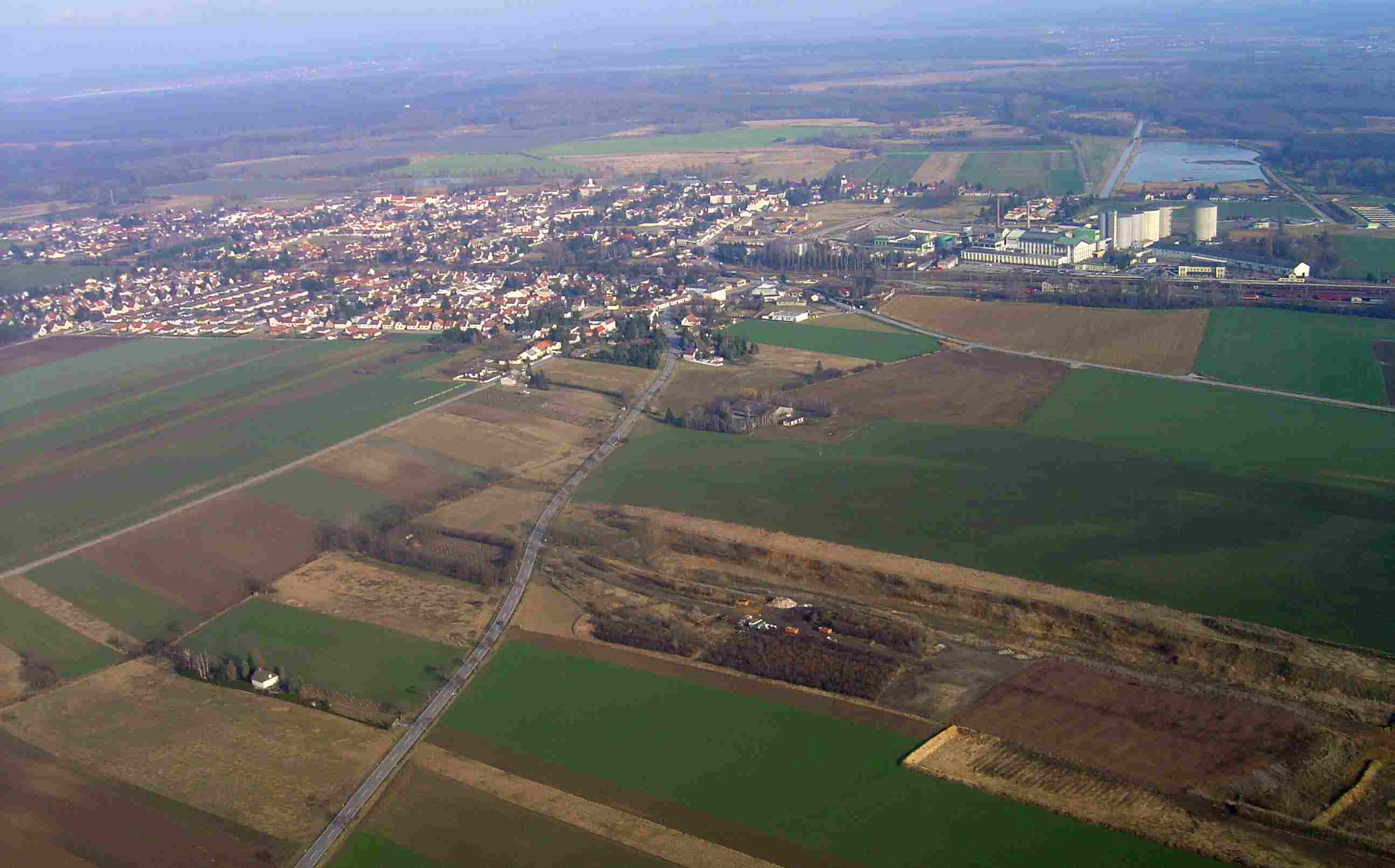
Hohenau an der March, Blick vom Westen

Hohenau an der March liegt am gleichnamigen Fluss im Weinviertel in Niederösterreich. Das Dreiländereck Österreichs mit Tschechien und der Slowakei liegt in der Mündung der Thaya (tschechisch: Dyje) in die March (Morava), etwa drei Kilometer nordöstlich des Ortszentrums.
Die Fläche der Marktgemeinde umfasst 23,42 Quadratkilometer. Davon sind drei Viertel landwirtschaftliche Nutzfläche und 8 Prozent sind bewaldet.

### Gemeindegliederung
Es gibt nur die Katastralgemeinde Hohenau (ohne Namenszusatz).
Die Gemeinde gehört zum RV March-Thaya-Auen.

### Nachbargemeinden
|                            | Rabensburg (Mistelbach)                     | Lanžhot (Tschechien)          |
| Hausbrunn (Mistelbach)     | Kompassrose, die auf Nachbargemeinden zeigt | Moravský Svätý Ján (Slowakei) |
| Palterndorf-Dobermannsdorf | Ringelsdorf-Niederabsdorf                   |                               |

### Klima
In Hohenau an der March herrscht ein pannonisches Klima. Die Klimastation Hohenau befindet sich im kontinentalsten Klima Österreichs. Die Jahresdurchschnittstemperatur im 30-jährigen Mittel 1971–2000 beträgt 9,2 °C, der Jahresniederschlag liegt bei rund 500 mm. Hiermit zählt Hohenau zu den wärmsten und trockensten Gemeinden Österreichs. Charakteristisch sind lang anhaltende Hochnebeldecken im Winter und viele Sonnenstunden im Sommerhalbjahr. Jährlich gibt es etwa 100 Frosttage und 21 Eistage. Aufgrund der geringen Seehöhe und der Kontinentalität werden 62 Sommertage und 13 heiße Tage pro Jahr verzeichnet. Die Neuschneemenge liegt mit 37 cm weit unter dem österreichweiten Durchschnitt. Im langjährigen Mittel gibt es 18 Gewitter, 16 davon fallen in den Zeitraum Mai – August, und einmal Hagel pro Jahr. Das Jahresmittel der Windgeschwindigkeit liegt bei 9 km/h und ist im Jahresgang keinen großen Schwankungen unterworfen. Tage mit einer Windstärke von mehr als 6 Beaufort (39 km/h) gibt es etwa 22 pro Jahr, vermehrt sind solche Tage von Jänner bis April anzutreffen. In Hohenau dominieren Westwinde.
Die relativ niedrige Seehöhe (154 m) und Trockenheit mit der Aufheizung der Böden lassen Hohenau immer wieder zu einem sommerlichen Temperaturhotspot werden + 38,6 Grad Celsius wurden im August 2017 dort gemessen
|                        | Jan  | Feb  | Mär  | Apr  | Mai  | Jun  | Jul  | Aug  | Sep  | Okt  | Nov  | Dez  |   |       |
| Mittl. Temperatur (°C) | −1,4 | 0,2  | 4,6  | 9,2  | 14,3 | 17,3 | 19,3 | 19,0 | 14,4 | 9,0  | 3,6  | 0,3  | ⌀ | 9,2   |
| Mittl. Tagesmax. (°C)  | 2,2  | 4,8  | 10,2 | 15,4 | 20,7 | 23,5 | 26,0 | 25,9 | 21,0 | 14,9 | 7,5  | 3,4  | ⌀ | 14,7  |
| Mittl. Tagesmin. (°C)  | −4,5 | −3,3 | 0,4  | 3,7  | 8,0  | 11,0 | 12,6 | 12,8 | 9,3  | 4,8  | 0,6  | −2,4 | ⌀ | 4,5   |
|                        |      |      |      |      |      |      |      |      |      |      |      |      |   |       |
| Niederschlag (mm)      | 27,4 | 25,4 | 27,8 | 37,7 | 53,2 | 61,8 | 63,7 | 46,4 | 47,0 | 30,4 | 42,8 | 34,2 | Σ | 497,8 |
|                        |      |      |      |      |      |      |      |      |      |      |      |      |   |       |
| Sonnenstunden (h/d)    | 1,7  | 3,0  | 4,0  | 5,7  | 7,5  | 7,5  | 7,7  | 7,5  | 5,5  | 4,1  | 1,9  | 1,4  | ⌀ | 4,8   |
|                        |      |      |      |      |      |      |      |      |      |      |      |      |   |       |
| Regentage (d)          | 6,5  | 6,1  | 6,3  | 6,9  | 8,2  | 8,7  | 8,6  | 7,0  | 7,1  | 5,5  | 8,1  | 7,8  | Σ | 86,8  |

| −4,5 |

| −3,3 |

| 0,4 |

| 3,7 |

| 8,0 |

| 11,0 |

| 12,6 |

| 12,8 |

| 9,3 |

| 4,8 |

| 0,6 |

| −2,4 |

| −4,5 |

| −3,3 |

| 0,4 |

| 3,7 |

| 8,0 |

| 11,0 |

| 12,6 |

| 12,8 |

| 9,3 |

| 4,8 |

| 0,6 |

| −2,4 |

| N i e d e r s c h l a g | 27,4 | 25,4 | 27,8 | 37,7 | 53,2 | 61,8 | 63,7 | 46,4 | 47,0 | 30,4 | 42,8 | 34,2 |
|                         | Jan  | Feb  | Mär  | Apr  | Mai  | Jun  | Jul  | Aug  | Sep  | Okt  | Nov  | Dez  |

## Geschichte
Die erste Besiedlung erfolgte vom Neolithikum bis in die römische Kaiserzeit. Die erste urkundliche Erwähnung einer Kirche in Hohenau an der March ist auf 1148 datiert, die Ortsgründung erfolgte aber bereits zwischen den Jahren 1043 und 1050. Im Jahr 1359 wurde Hohenau erstmals urkundlich als Markt erwähnt. Johann I. von Liechtenstein erwarb erstmals 1394 Güter in Hohenau, ab 1458 war die gesamte Herrschaft in Liechtensteinschem Besitz.
Mitte des 19. Jahrhunderts erforschte der tschechische Historiker Alois Vojtěch Šembera die slawische Besiedlung des westlichen March- und Zayaufers. Er kam zum Schluss, dass die Bevölkerung ab Waltersdorf, mit der Ausnahme von Drösing, bis zur heutigen Staatsgrenze zur überwiegenden Mehrheit (Hohenau und Rabensburg über 90 %) aus Slowaken bestand. Die Volkszählungen ab Ende des 19. Jahrhunderts weisen zwischen den Jahrzehnten zum Teil absurd hohe Schwankungen bei der Feststellung der Umgangssprache aus, was auf eine weit verbreitete Zweisprachigkeit der in dem Gebiet lebenden Deutschen, Tschechen, Slowaken und Kroaten hindeutet. Der Assimilationsdruck verstärkte sich mit dem Aufkommen des Nationalitätenkonflikts zwischen Deutschen und Tschechen nach 1880. Bis in die Zwischenkriegszeit wurden Gottesdienste in slowakischer Sprache abgehalten und bei der älteren Generation konnte sich das Slowakische bis in die jüngste Zeit erhalten.
Hohenau war ab dem 19. Jahrhundert eine aktive jüdische Gemeinde, vor allem durch die Migrationsbewegungen mährischer Juden Richtung Wien. Nach dem „Anschluss Österreichs“ wurde das jüdische Leben der Gemeinde ausgelöscht: Der 1899 erbaute jüdische Tempel wurde 1939 abgetragen und der 1879 errichtete jüdische Friedhof des Ortes wurde 1938 stillgelegt.
Zwischen August 1944 und März 1945 wurden von der Deutschen Ansiedlungsgesellschaft (DAG)  mehrere ungarische Juden, darunter auch Frauen und Kinder, als Zwangsarbeiter im landwirtschaftlichen Bereich eingesetzt.

### Einwohnerentwicklung
Im Jahr 1900 lebten 408 Slowaken und Tschechen in der Gemeinde
| Hohenau an der March: Einwohnerzahlen von 1869 bis 2024 | Hohenau an der March: Einwohnerzahlen von 1869 bis 2024 | Hohenau an der March: Einwohnerzahlen von 1869 bis 2024 | Hohenau an der March: Einwohnerzahlen von 1869 bis 2024 | Hohenau an der March: Einwohnerzahlen von 1869 bis 2024 |
| ------------------------------------------------------- | ------------------------------------------------------- | ------------------------------------------------------- | ------------------------------------------------------- | ------------------------------------------------------- |
| Jahr                                                    |                                                         |                                                         |                                                         | Einwohner                                               |
| 1869                                                    | 1869                                                    |                                                         | 2.078                                                   | 2.078                                                   |
| 1880                                                    | 1880                                                    |                                                         | 3.213                                                   | 3.213                                                   |
| 1890                                                    | 1890                                                    |                                                         | 3.463                                                   | 3.463                                                   |
| 1900                                                    | 1900                                                    |                                                         | 3.935                                                   | 3.935                                                   |
| 1910                                                    | 1910                                                    |                                                         | 3.739                                                   | 3.739                                                   |
| 1923                                                    | 1923                                                    |                                                         | 3.750                                                   | 3.750                                                   |
| 1934                                                    | 1934                                                    |                                                         | 4.174                                                   | 4.174                                                   |
| 1939                                                    | 1939                                                    |                                                         | 4.025                                                   | 4.025                                                   |
| 1951                                                    | 1951                                                    |                                                         | 3.943                                                   | 3.943                                                   |
| 1961                                                    | 1961                                                    |                                                         | 3.907                                                   | 3.907                                                   |
| 1971                                                    | 1971                                                    |                                                         | 3.591                                                   | 3.591                                                   |
| 1981                                                    | 1981                                                    |                                                         | 3.205                                                   | 3.205                                                   |
| 1991                                                    | 1991                                                    |                                                         | 2.815                                                   | 2.815                                                   |
| 2001                                                    | 2001                                                    |                                                         | 2.772                                                   | 2.772                                                   |
| 2011                                                    | 2011                                                    |                                                         | 2.691                                                   | 2.691                                                   |
| 2021                                                    | 2021                                                    |                                                         | 2.748                                                   | 2.748                                                   |
| 2024                                                    | 2024                                                    |                                                         | 2.793                                                   | 2.793                                                   |
| Quelle(n): Statistik Austria                            |                                                         |                                                         |                                                         |                                                         |

## Kultur und Sehenswürdigkeiten

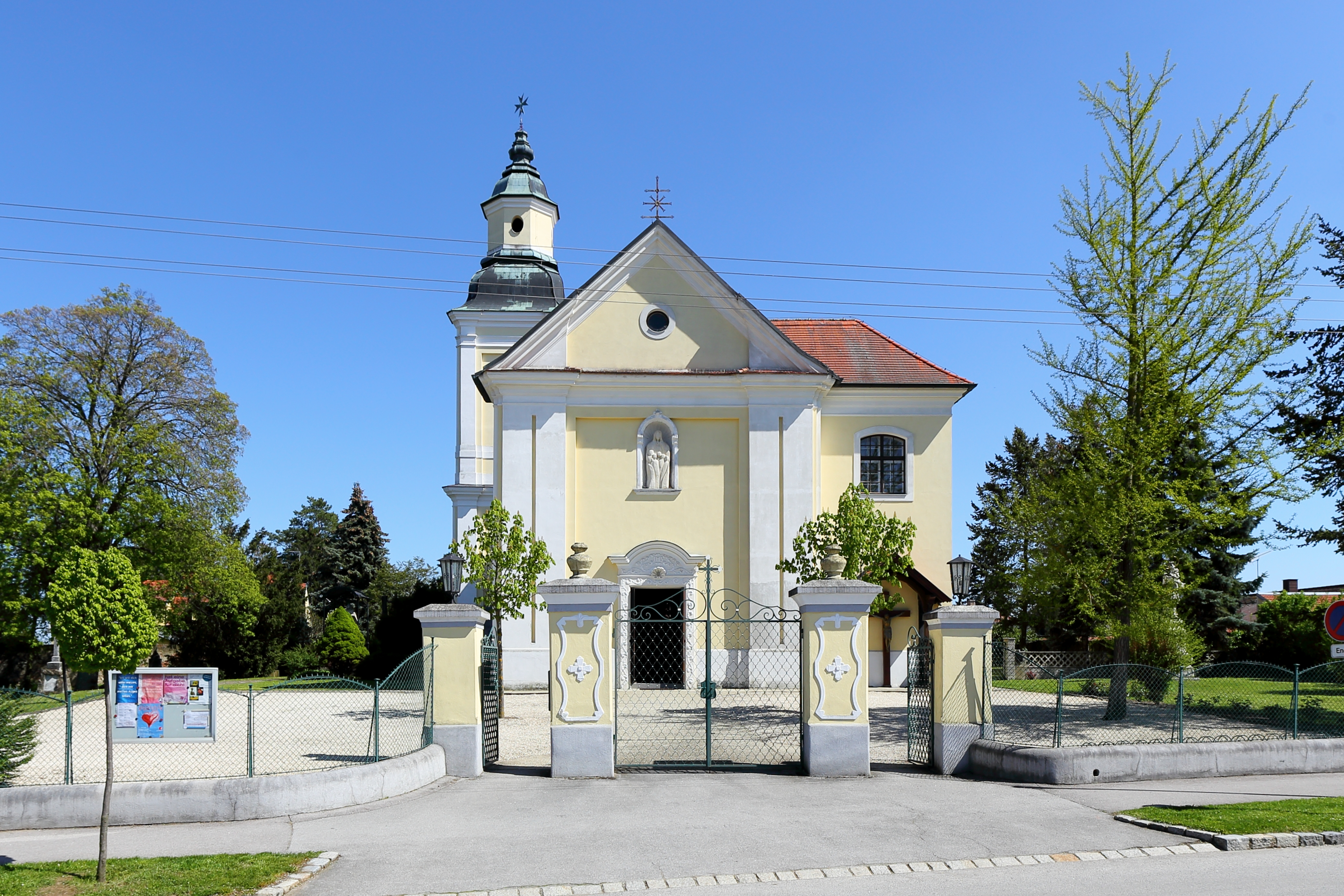
Pfarrkirche Hohenau an der March

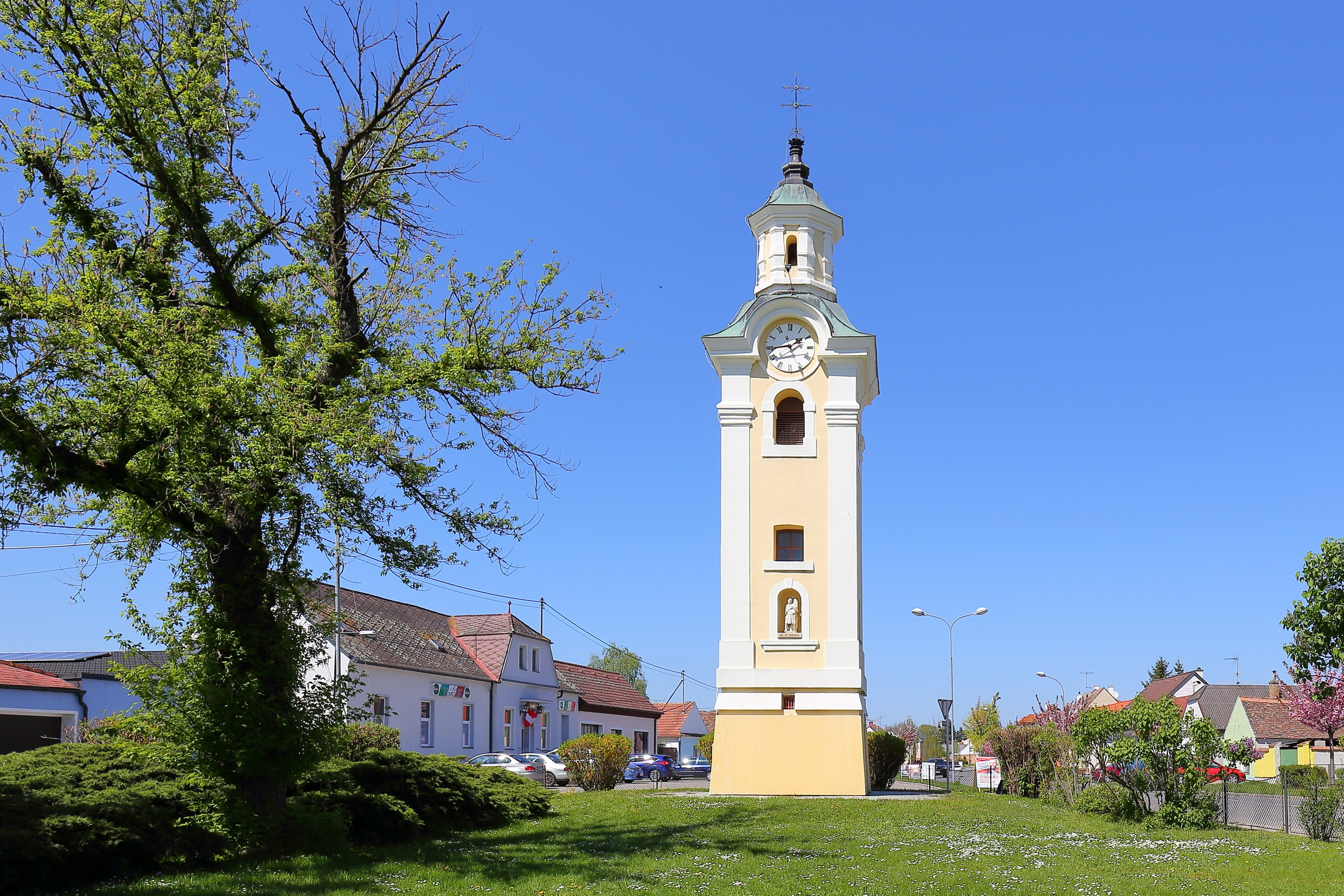
Glockenturm Hohenau an der March

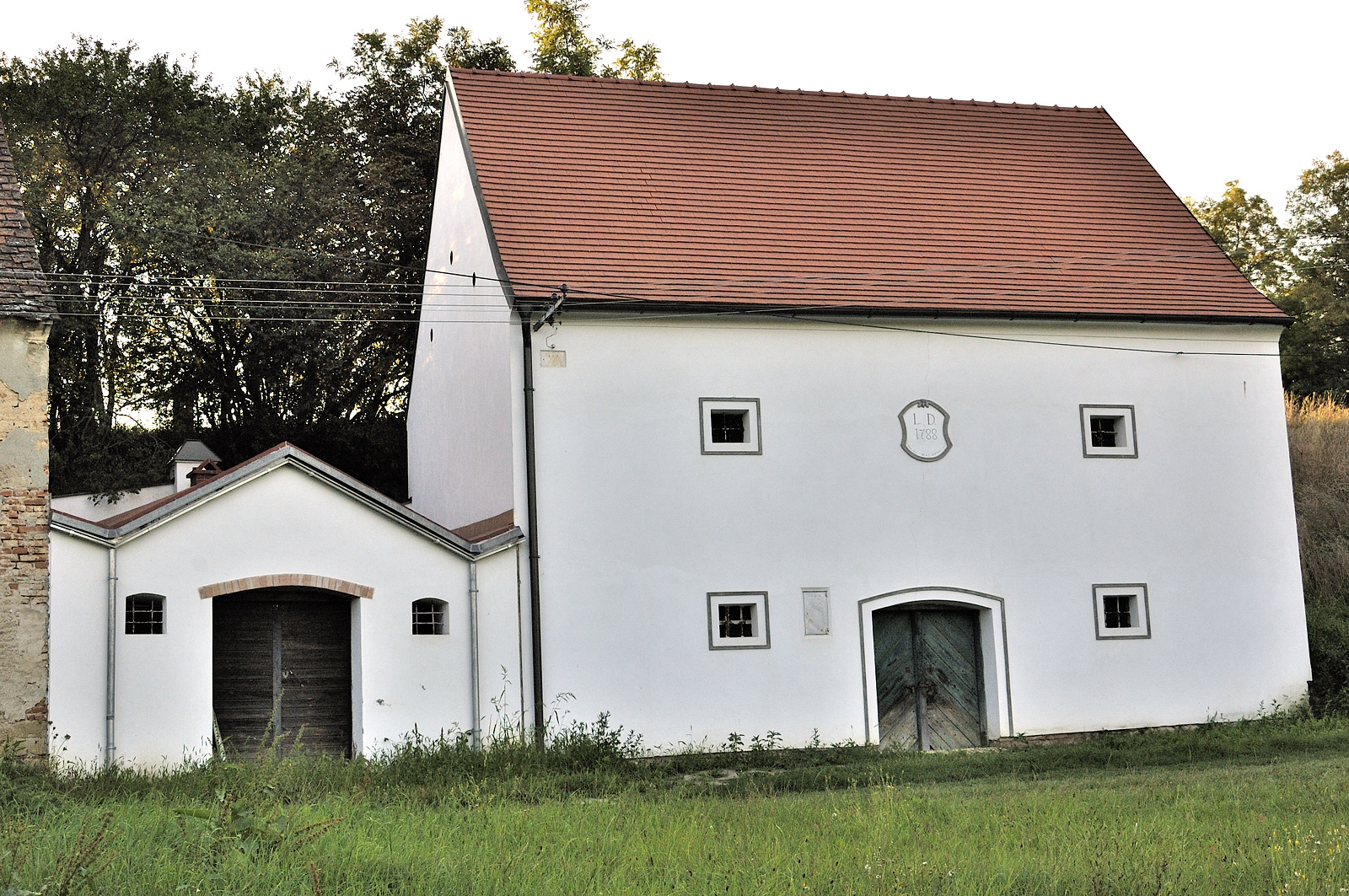
Presshäuser in Hohenau

- Katholische Pfarrkirche Hohenau an der March Auffindung des hl. Kreuzes: Die Kirche inmitten des ehemaligen Friedhofes wurde in drei Bauetappen errichtet und hat einen romanischen Chor (12. Jahrhundert).
- Glockenturm Hohenau an der March: Das Wahrzeichen der Gemeinde.
- Friedhof Hohenau an der March
- Jüdischer Friedhof Hohenau an der March

## Wirtschaft und Infrastruktur
Wirtschaftlich bedeutend für den Ort war die Gründung der Zuckerfabrik Hohenau im Jahre 1867. 2006 ist die Zuckerfabrik des Agrana-Konzerns geschlossen worden, nach den Zuckerfabriken in Bruck an der Leitha, Enns, Siegendorf und Dürnkrut. Es bestanden nun mehr eine in Tulln und eine Leopoldsdorf im Marchfeld. Dabei wurde der Großteil der Arbeitskräfte gekündigt. Die Zuckersiloanlagen der ehemaligen Fabrik werden aber weiterhin genutzt. Für die Region und für Hohenau bedeutete die Schließung der Zuckerfabrik den Verlust des größten Arbeitgebers. Auf einem Teil des ehemaligen Geländes der Zuckerfabrik Hohenau betreibt heute die Abid GmbH, welche Biotreibstoffe(RME-Rapsmethylester) herstellt, eine Niederlassung.
Für die Zuckerproduktion bestand früher ein Kühlwasserteich, der auch bei tiefen Außentemperaturen nicht zugefroren ist. Aus diesem Grund benützten diesen Teich tausende Wildenten und Wildgänse als Zwischenstopp im Winter bei ihrem Flug in den Süden. Nach der Schließung der Zuckerfabrik 2006 wurde anstelle des Kühlteichs ein Teich zur Fischzucht errichtet.
Nichtlandwirtschaftliche Arbeitsstätten gab es im Jahr 2001 105 Einheiten, land- und forstwirtschaftliche Betriebe nach der Erhebung 1999 22. Die Zahl der Erwerbstätigen am Wohnort betrug nach der Volkszählung 2001 1101. Die Erwerbsquote lag 2001 bei 40,8 Prozent.
Im Juni 2018 erfolgte der Spatenstich für ein Fachmarktzentrum im Zentrum der Marktgemeinde Hohenau. Es wurde am 11. April 2019 unter dem Namen „Bernsteinpark“ eröffnet und umfasst eine Eurospar-Filiale, eine DM-Filiale, eine Hofer-Filiale, sowie einen Friseur.

### Verkehr

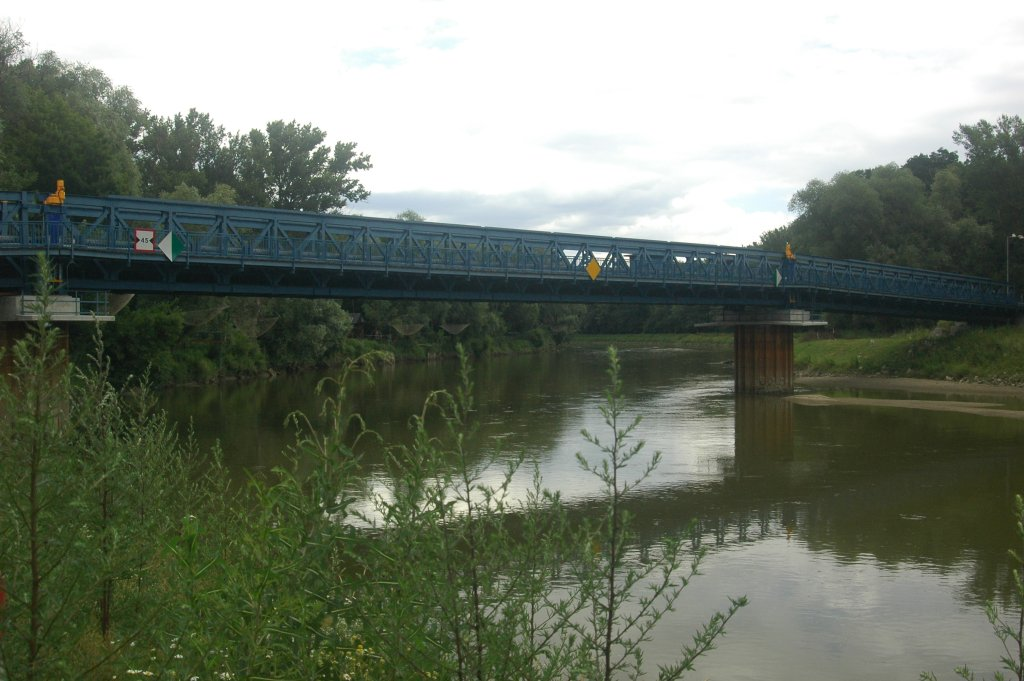
Marchbrücke bei Hohenau

Hohenau a.d. March wird straßenseitig erschlossen von der Bernstein Straße (B 49) und der Erdöl Straße (B 48).
Der Bahnhof Hohenau liegt an der Österreichischen Nordbahn und ist der Endpunkt der Lokalbahn Korneuburg–Hohenau.
Am 7. Juli 2005 wurde die Marchbrücke eröffnet, der einzige Straßenübergang von Österreich in die Slowakei nördlich der Donau. Sie verbindet Hohenau mit Moravský Svätý Ján. Zuvor gab es seit Anfang der 1990er Jahre lediglich eine Pontonbrücke, welche Fahrzeuge unter 3,5 Tonnen Gesamtgewicht vorbehalten war. Die einspurige Marchbrücke wurde in einer Bauzeit von zwei Jahren errichtet und hat eine Länge von 132 Metern. Um größere Schiffe passieren zu lassen, kann das Mittelbauteil um 1,6 Meter angehoben werden. Da die Zufahrt auf österreichischer Seite bei Hochwasser überschwemmt wird, ist die Brücke, entgegen den Ankündigungen der Politik, nicht ganzjährig benutzbar. Die Straßenverbindung ist aus Naturschutzgründen nachts von 0 bis 5 Uhr generell gesperrt.
2018 wurde aus bautechnischen Gründen zur Errichtung des „Bernsteinparkes“ der bestehende Kreisverkehr in der Ortsmitte komplett abgetragen und massiv vergrößert.

### Öffentliche Einrichtungen
In der Gemeinde gibt es einen Kindergarten, eine Volksschule und eine Neue Mittelschule.

### Vereine
- Am 6. Juli 2016 wurde die Studentenverbindung „CEMStV Hilaritas“ gegründet: Sie ist eine zweisprachige, verbandsfreie Mädchenverbindung.[13]
- Am 22. Juli 1920 wurde die Studentenverbindung „K.Ö.St.V. Nordmark Hohenau“ gegründet.
- 1. Musikverein Grenzland Hohenau
- ASV Hohenau
- Hohenauer Beerpong Sportclub (Gründungsjahr: 2018), Kurzform: HBPSC

## Politik

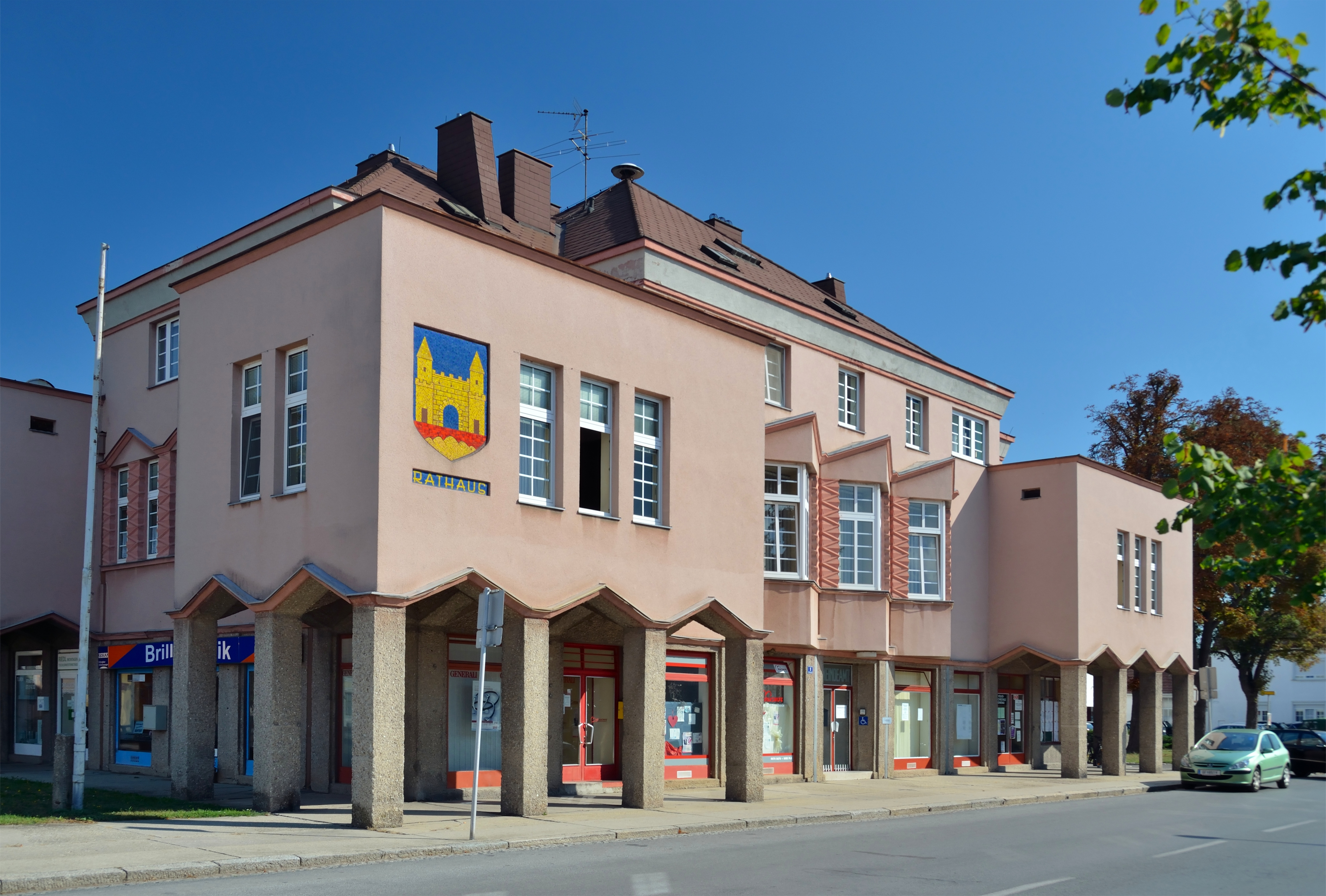
Rathaus Hohenau an der March

### Gemeinderat
Der Gemeinderat hat 21 Mitglieder.
- Mit den Gemeinderatswahlen in Niederösterreich 1990 hatte der Gemeinderat folgende Verteilung: 16 SPÖ, und 5 ÖVP.
- Mit den Gemeinderatswahlen in Niederösterreich 1995 hatte der Gemeinderat folgende Verteilung: 16 SPÖ, 4 ÖVP, und 1 FPÖ.[14]
- Mit den Gemeinderatswahlen in Niederösterreich 2000 hatte der Gemeinderat folgende Verteilung: 17 SPÖ, 3 ÖVP, und 1 FPÖ.[15]
- Mit den Gemeinderatswahlen in Niederösterreich 2005 hatte der Gemeinderat folgende Verteilung: 16 SPÖ, 4 ÖVP, und 1 PRO.[16]
- Mit den Gemeinderatswahlen in Niederösterreich 2010 hatte der Gemeinderat folgende Verteilung: 16 SPÖ, 3 ÖVP, 1 FPÖ, und 1 Sonstige.[17]
- Mit den Gemeinderatswahlen in Niederösterreich 2015 hatte der Gemeinderat folgende Verteilung: 15 SPÖ, 5 ÖVP, und 1 FPÖ.[18]
- Mit den Gemeinderatswahlen in Niederösterreich 2020 hat der Gemeinderat folgende Verteilung: 16 SPÖ, 3 ÖVP, 1 Grüne und 1 FPÖ.[19]
- Mit den Gemeinderatswahlen in Niederösterreich 2025 hat der Gemeinderat folgende Verteilung: 17 SPÖ, 2 ÖVP und 2 FPÖ.[20]

### Bürgermeister
- 1987–2003 Manfred Gaida (SPÖ)
- 2003–2019 Robert Freitag (SPÖ)
- seit 2019 Wolfgang Gaida (SPÖ)

## Persönlichkeiten

### Ehrenbürger der Gemeinde
- 2014 Franz Krcal (1930–2023), von 1975 bis 1990 Vizebürgermeister[21]

### Söhne und Töchter der Gemeinde
- Bruno Heilig (1888–1968), Journalist, Buchautor und Übersetzer zahlreicher Bücher
- Eduard Köck (1891–1952), Oberpfarrer Msgr., Seelsorger am Wiener Landesgericht, „Engel der Gefangenen“, hat unter vier verschiedenen politischen Regimen sein Amt ausgeübt. Von 1938 bis 1945 musste er von insgesamt 1184 zum Tode Verurteilten 450 Häftlinge auf dem Weg zum Schafott begleiten.
- Oskar Sima (1896–1969), österreichischer Theater- und Filmschauspieler
- Hellmut Handl (1920–2012), Mediziner, Chirurg und Künstler
- Anton Fux (1923–1991), Politiker, Abgeordneter zum Landtag von Niederösterreich
- Friedrich August Potmesil (* 14. August 1940; † 24. September 2012), Lehrer, Musiker (Red Devils)[22]
- Mo, bürgerlich Günter Mokesch (* 1959), österreichischer Rockmusiker, Komponist, Musical-Darsteller und Autor

## Ansichten

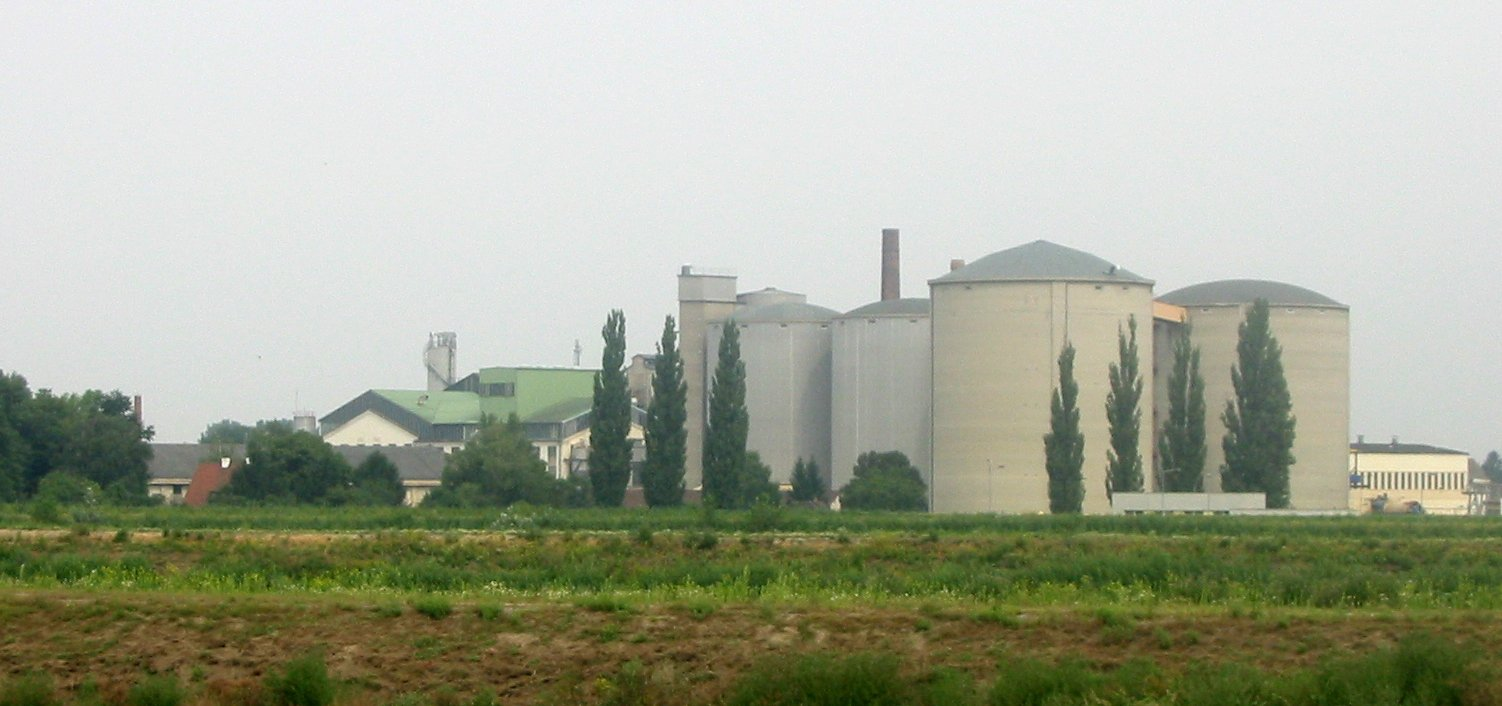
Zuckerfabrik Hohenau
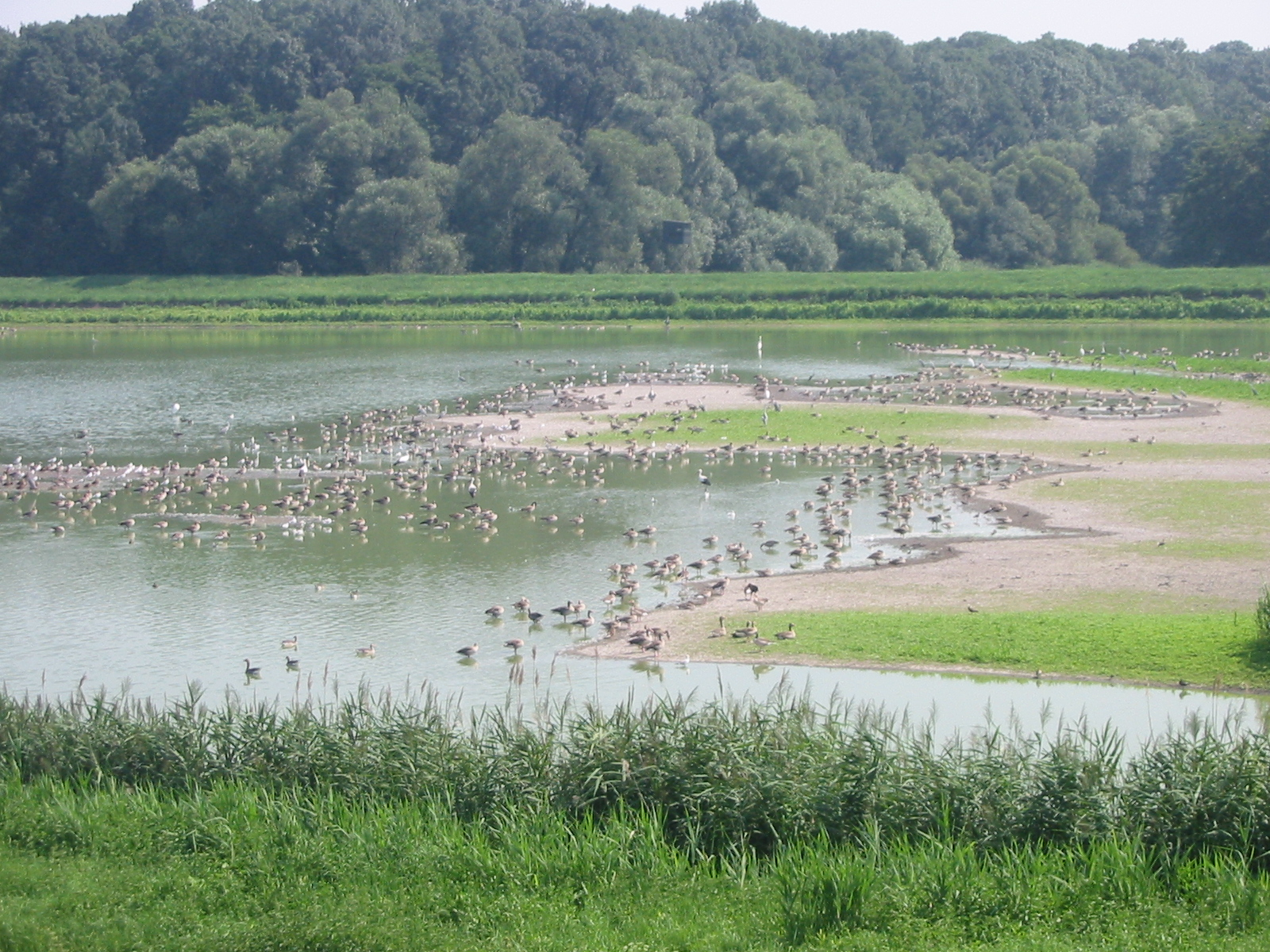
Der Kühlteich der Zuckerfabrik bildete ein Biotop für verschiedenste Zugvögel.
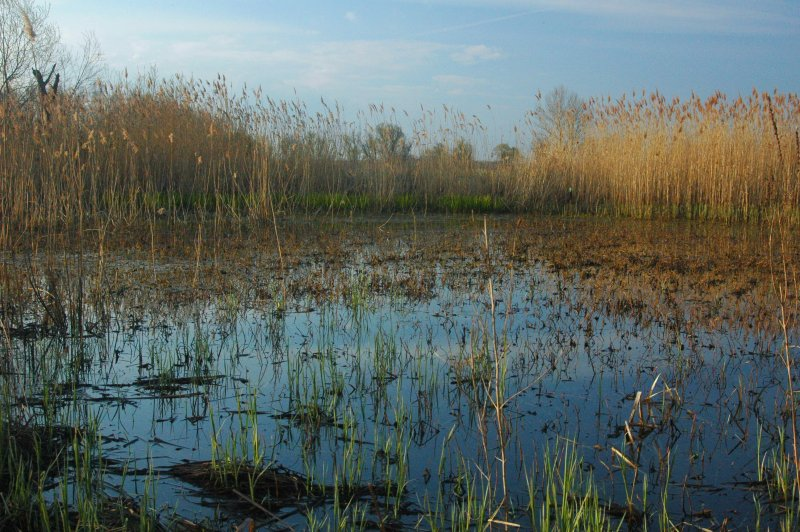
Gestütwiese